# Marie Stará
Marie Stará (též Mája Stará, 17. srpna 1915 Vídeň – 16. srpna 1997 Brusel) byla česká letuška, zaměstnankyně Československých aerolinií a účastnice protinacistického odboje.

## Letuška
V červenci 1937 začala létat jako první letuška Československých aerolinií na lince Praha – Terst – Benátky. Dále létala na linkách do Paříže, Bruselu, Benátek, Říma a Bukurešti. Ovládala čtyři světové jazyky (angličtinu, francouzštinu, němčinu a italštinu). Toto její povolání ale ukončila okupace Československa nacistickým Německem.

## Odboj
Za protektorátu pracovala na ministerstvu veřejných prací jako stenotypistka. V roce 1940 ji získal k odbojové spolupráci Radoslav Selucký, bývalý pilot ČSA. Marie Stará pro jeho odbojovou skupinu získávala informace o stavební činnosti na letištích a dalších vojenských objektech a díky svým jazykovým schopnostem zajišťovala i kontakty se zahraničím. Skupina byla v roce 1941 prozrazena. V březnu 1941 byla Marie Stará zatčena a čtyři měsíce vyšetřována v pankrácké věznici. pro nedostatek důkazů byla ale propuštěna. V dubnu 1942 byla znovu zatčena a vyšetřována v Drážďanech. Zde byla na jaře odsouzena spolu s Karlem Krtílkem ke třem a půl roku žaláře. Věznění strávila v Lipsku, Freiburgu a v Praze. Byla propuštěna v lednu 1945. Ihned se zapojila do partyzánského hnutí v okolí Nového Bydžova, kde před válkou žila. Tato jednotka později nesla jméno "Mája Stará".

## Emigrace
Po skončení druhé světové války se vrátila k povolání letušky. Po únoru 1948 se ale o ni začala zajímat Státní bezpečnost a Mája Stará uprchla do Belgie, kde v roce 1997 zemřela.